# Alfa Matrix
Alfa Matrix è una casa discografica belga.  Fondata nel 2001, la casa discografica è specializzata nei generi musicali aggrotech, synthpop ed elettronica.
Situata a Bruxelles, è composta dal manager discografico Séba Dolimont, dal promotore e manager discografico Bernard Van Isacker e il responsabile per il design è Benoît Blanchart.

## Artisti pubblicati da Alfa Matrix
- Adam X
- Agonised by Love
- !AïBoFoRcEn
- Alien Vampires
- amGod
- Anne Clark
- Ayria
- Bruderschaft
- Diskonnekted
- Dunkelwerk
- Front 242
- Glis
- Headscan
- Helalyn Flowers
- Hungry Lucy
- Implant
- Inure
- I:Scintilla
- Junksista
- Klutæ
- Krystal System
- Leæther Strip
- Lovelorn Dolls
- Male or Female
- Mentallo and the Fixer
- Mind:state
- Mnemonic
- Monolith
- Nebula-H
- Neikka RPM
- O.V.N.I.
- Plastic Noise Experience
- Regenerator
- Seize
- Sero.Overdose
- Sin.Sin
- Tamtrum
- Technoir
- Unter Null
- Virtual><Embrace
- Zombie Girl